# Juan Manuel Parás González
Juan Manuel Parás González (11 de abril de 1956) es un político mexicano, miembro del Partido Revolucionario Institucional, ha sido en dos ocasiones diputado federal, entre otros cargos.
Tiene dos licenciaturas, una en Ciencias Jurídica y otra en Economía, en dos ocasiones ha sido presidente estatal del PRI en Nuevo León, de 1991 a 1992 y en 1996, fue elegido diputado al Congreso de Nuevo León de 1994 a 1997 y de 2003 a 2006 y diputado federal por el V Distrito Electoral Federal de Nuevo León a la LVII Legislatura de 1997 a 2000 y por el XII Distrito Electoral Federal de Nuevo León a la LX Legislatura de 2006 a 2009. En esta última legislatura se desempeñó como Vicecoordinador de la bancada del PRI.
Además ha ocupado los cargos de Secretario del Ayuntamiento de San Pedro Garza García de 1986 a 1988, Director de Servicios Públicos de Monterrey de 1989 a 1991, y Subsecretario de Transporte del gobierno de Nuevo León de 1992 a 1994 en la administración de Sócrates Rizzo.